# Ystads konstmuseum
Ystads konstmuseum är ett konstmuseum i Ystad som grundades 1936. 
Samlingen är inriktad på konst med relation till Skåne och i viss mån Danmark. Den sträcker sig från slutet av 1800-talet till idag. När konstmuseet öppnade 1936 var det som ett depositionsmuseum med verk från Nationalmuseum kring vilka den egna konstsamlingen med tiden formades. Några av dessa verk finns fortfarande kvar och kompletterar samlingen. Delar av samlingen visas en permanenta utställning. Här finns bland annat verk av Ola, Grete och Hans Billgren, Inger Ekdahl, Leif Holmstrand, Tora Vega Holmström, Gerhard Nordström, Karin Persson, Greta Sandberg, Ellen Trotzig, Gittan Jönsson och Gerhard Wihlborg.
Museet har även en stor samling av Artists’ Books (konst i bokform) från 1940-talet och framåt. Basen i denna samling utgörs av konstnären Leif Erikssons arkiv SAAB (The Swedish Archive of Artists’ Books) som konstmuseet förvärvat stora delar av. I konstmuseets samling av Artists’ books finns även verk/projekt som sammantaget vidgar och utforskar begreppet Artists’ books.
Över entrén hänger Åke Jönssons verk De sköna konsternas vagn   en 3 x 5 meter stor väggskulptur i brons och glas från 1960. Museet visar tillfälliga utställningar med nationell och internationell konst. 
Chef för museet till början av 2025 var Ýrr Jónasdóttir som 2008 tog över efter Thomas Millroth. Från september 2025 är Jan Stene konstmuseets nya chef. 

## Galleri

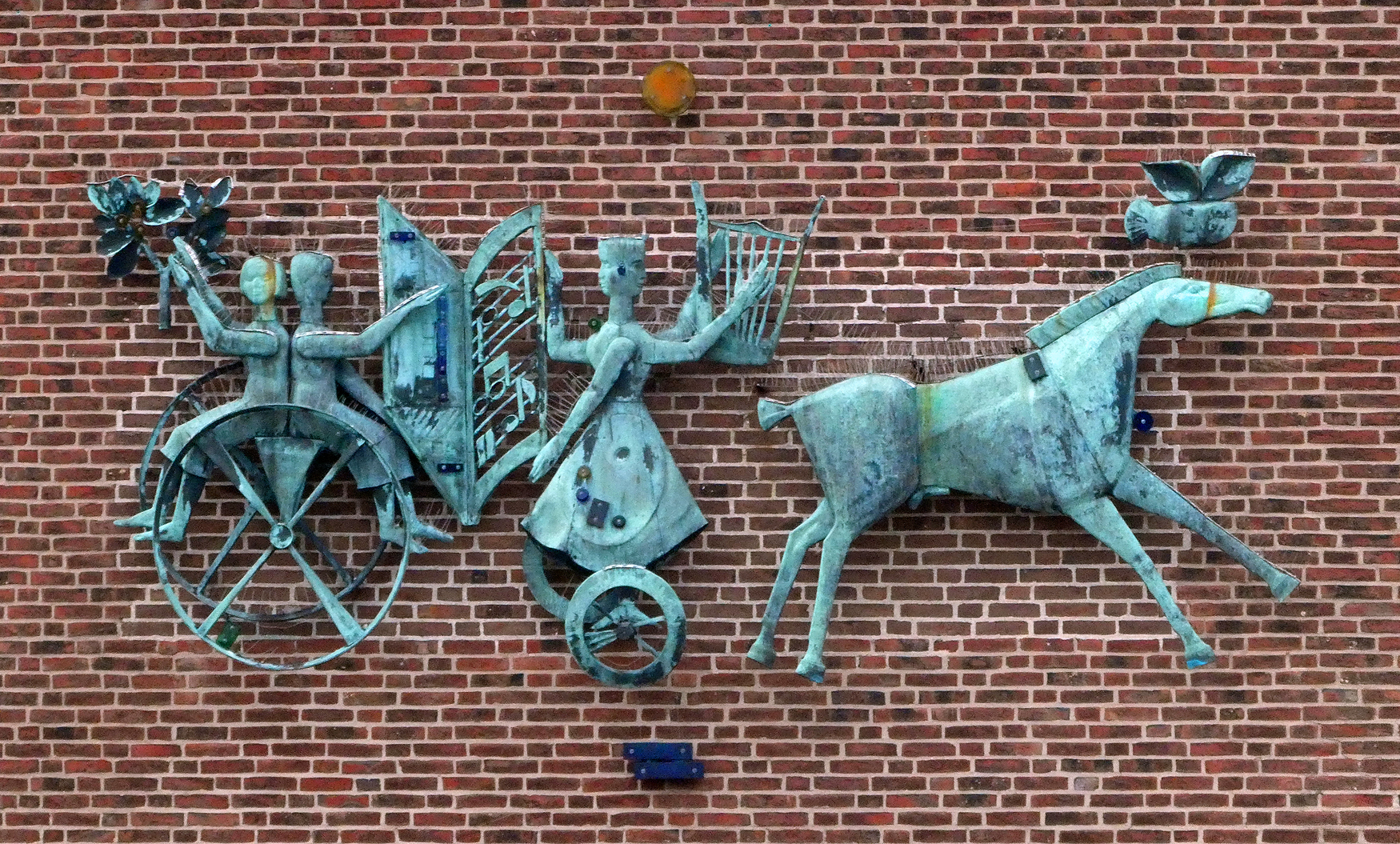
Åke Jönssons konstverk De sköna konsternas vagn på fasaden till Ystad Konstmuseum.
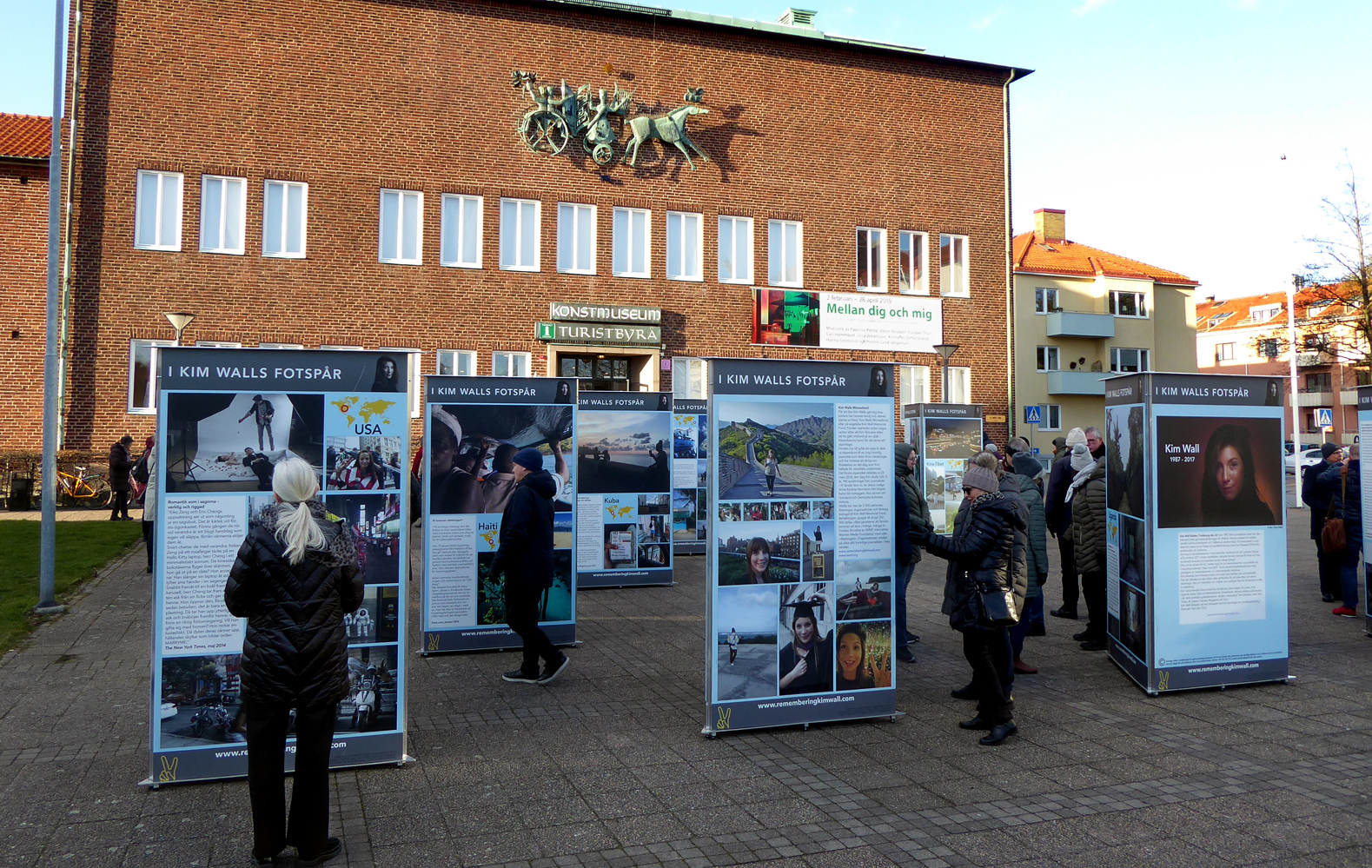
Vernissage på en utställning utanför Ystads Konstmuseum  8 mars 2019.
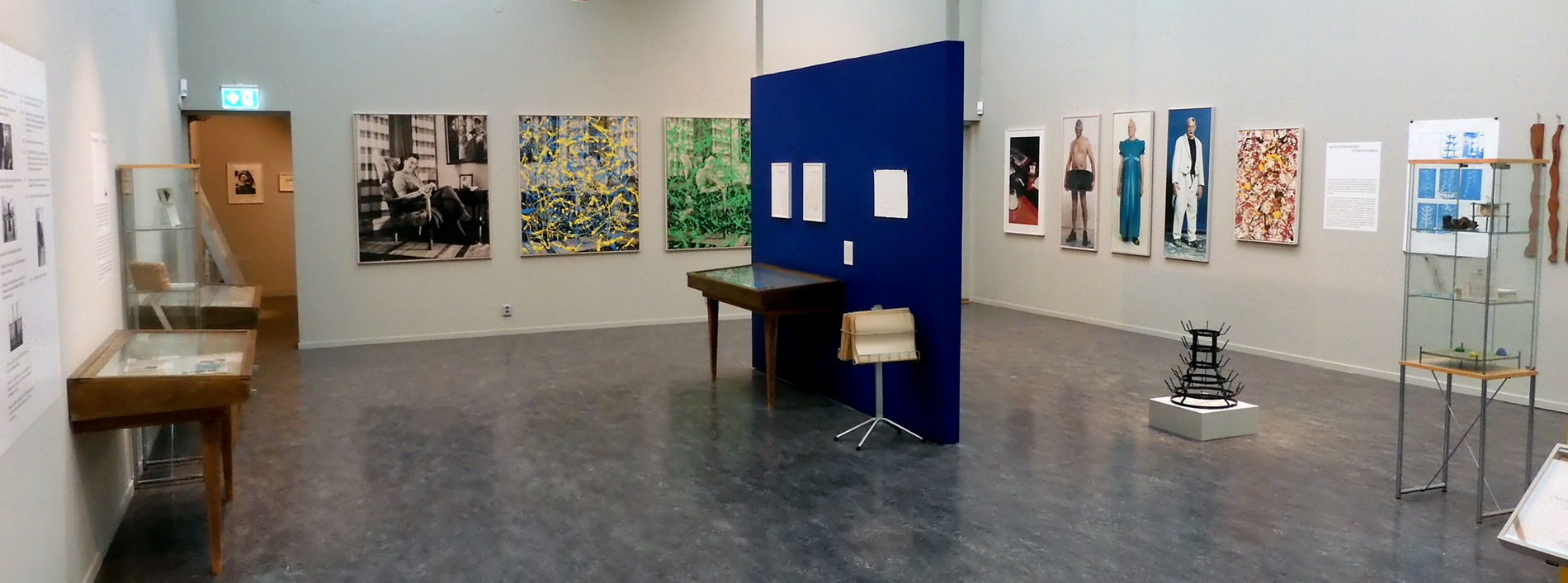
En retrospektiv utställning med Leif Eriksson 2024.
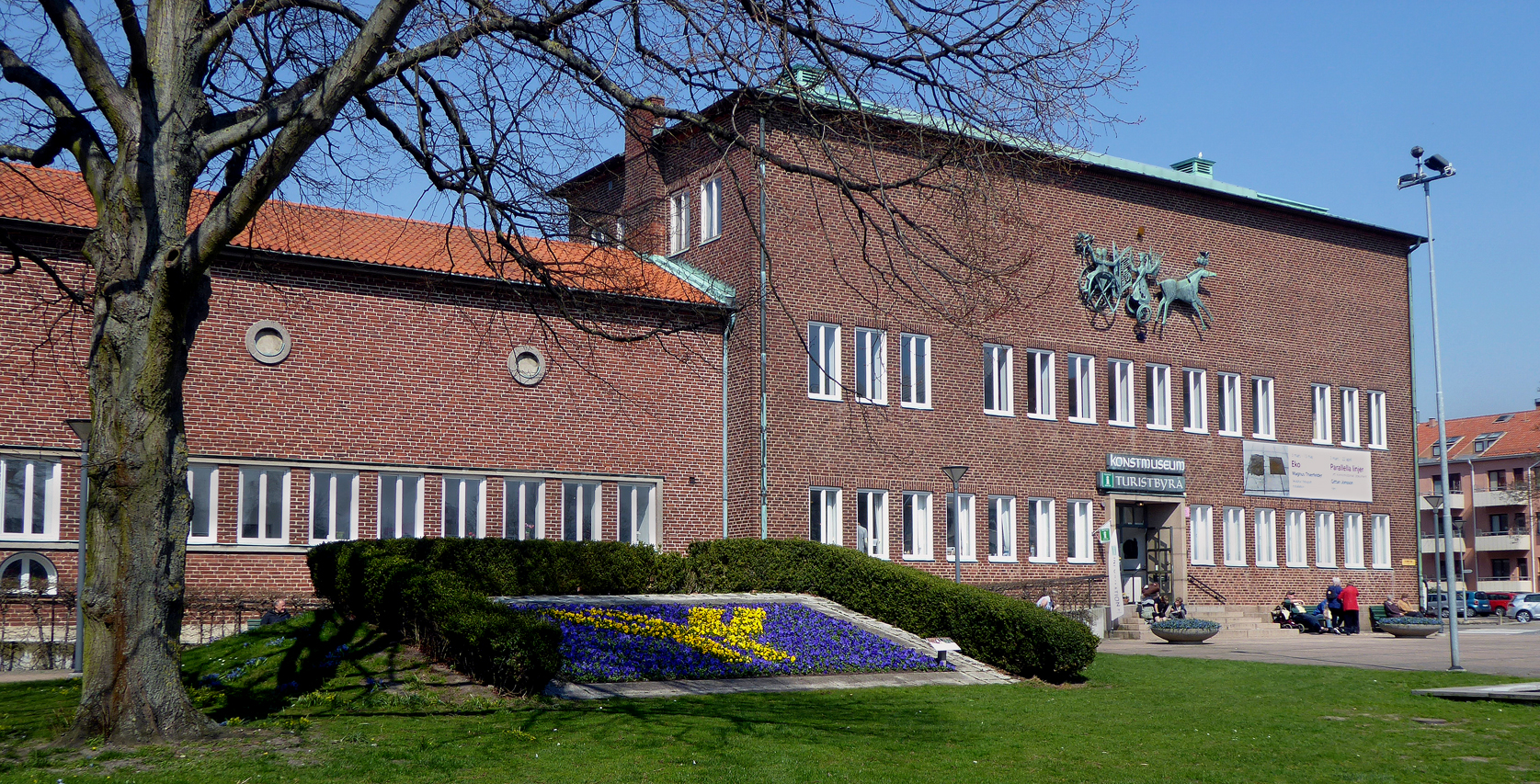
Ystads Konstmuseum 2018.
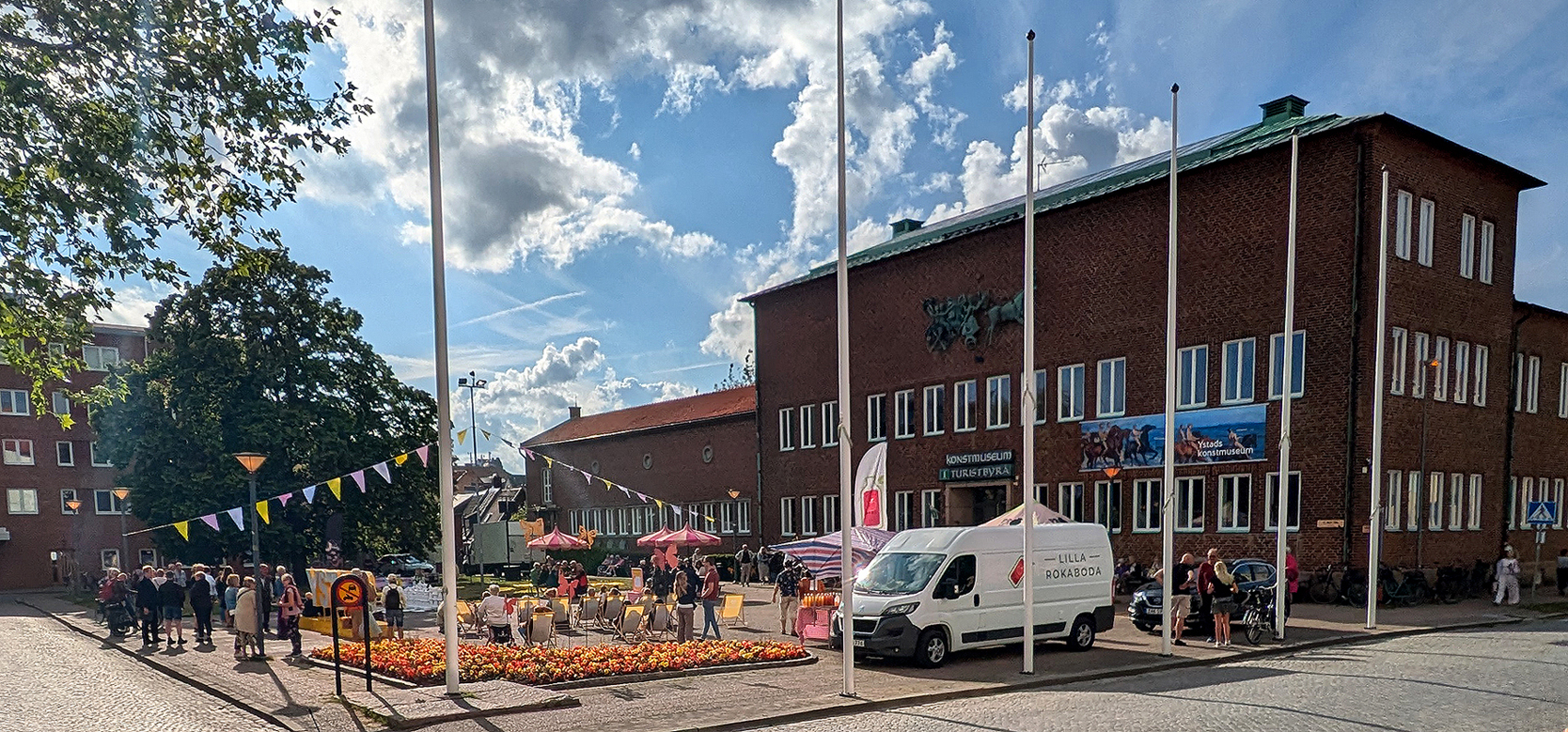
Diverse aktiviteter i juni 2025.